# 에르네스토 피골리
에르네스토 피골리(스페인어: Ernesto Fígoli, 1988년 8월 21일, 몬테비데오 주 몬테비데오 ~ 1951년 7월 26일, 몬테비데오 주 몬테비데오)는 마투초(Matucho)라는 별칭으로도 알려진 우루과이의 전 축구 감독이다. 그는 우루과이 국가대표팀을 이끌고 1920년과 1926년에 2번의 남미 선수권 대회를 우승했고, 1924년 하계 올림픽에서는 금메달을 획득했다. 이후, 그는 1928년 하계 올림픽과 1930년 월드컵, 그리고 1950년 월드컵 우승 당시 안마사 겸 키네시올로지스트 신분으로 우승을 도왔다.